# Пастуший пирог
Пастуший пирог (англ. shepherd’s pie) — блюдо британской кухни. Представляет картофельную запеканку с фаршем (ранее из рубленого мяса). Дополняется вустерским соусом и розмарином. Сельдерей, лук, морковь, тыква пассеруются и тушатся с мясом и специями. В форме масса покрывается слоем пюре и отправляется в духовку.

## История
Английское слово «шеперд» (англ. shepherd) обозначает овчар или пастух, так исторически пирог делается из баранины или ягнятины. Свиная и говяжья запеканка называется «деревенским» пирогом (англ. cottage pie) с 1791 года, когда картофель стал продуктом питания, доступным для бедняков (в «коттеджах» (англ. cottage) — домах сельских работников). В кулинарных книгах описывался рецепт мясной запеканки с коркой из пюре из остатков большого воскресного обеда.

## Варианты

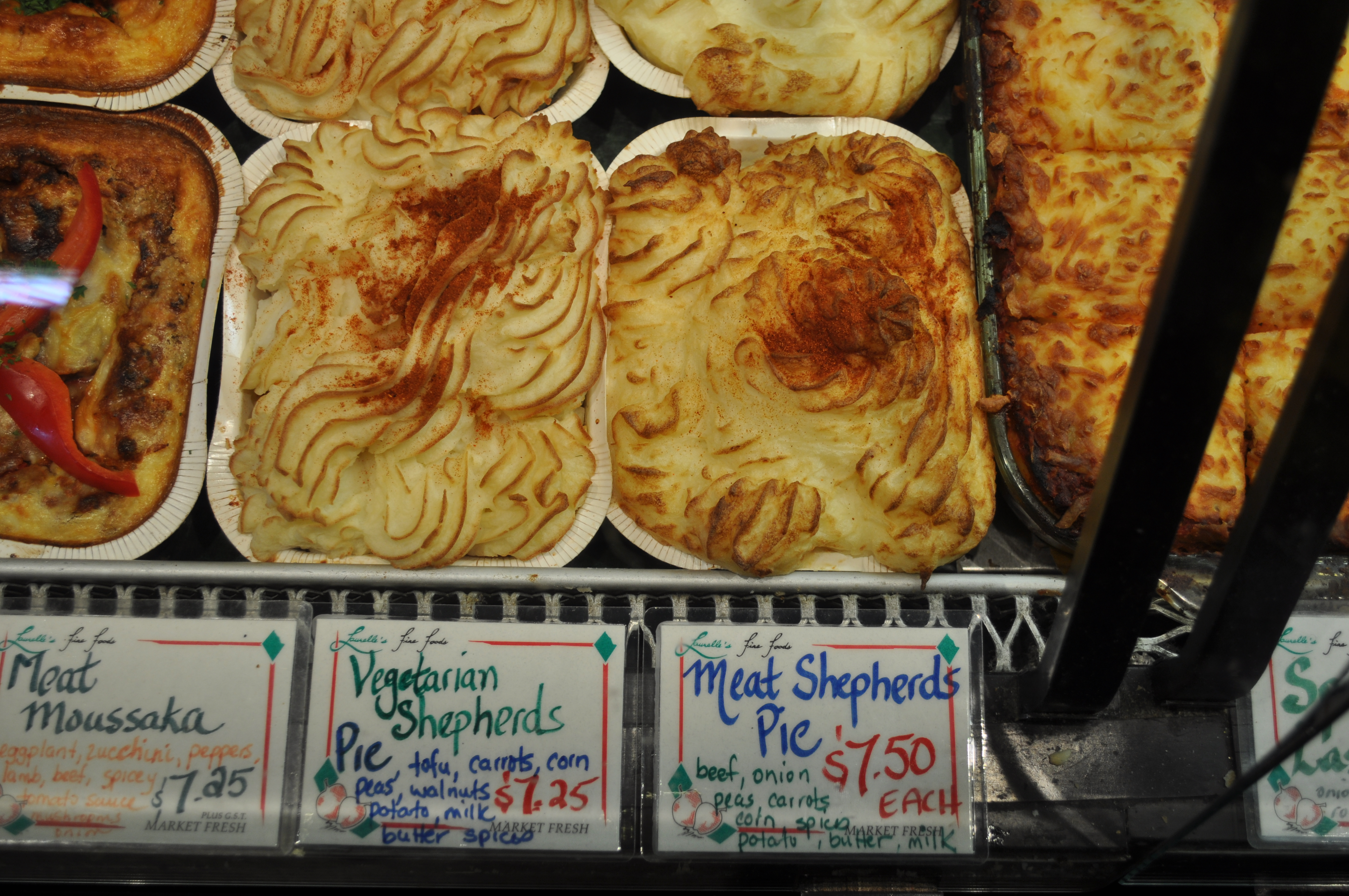
Мясная и вегетарианская запеканки на рынке Гренвилл-Айленд (Ванкувер, Канада)

### В Великобритании
- На День Стефана Первомученика запеканка делается с ветчиной и индейкой.
- Камберлендская версия делается с панировкой из сухарей.
- Есть вариант с рыбой[англ.].

### В других культурах
- В России блюдо может называться «картофельная запеканка», хотя на деле русский вариант этого блюда отличается от пастушьего пирога.
- В Аргентине, Боливии и Чили называется pastel de papa (картофельный пирог), в Бразилии — bolo de batata («картофельный пирог»), в Доминикане pastelion de papa (картофельная запеканка: слой картофеля, два слоя мяса, слой картофеля и слой сыра).
- В Квебеке pâté chinois[фр.], буквально — «китайский пирог».
- В Палестине, Иордании, Сирии и Ливане Siniyet Batata
- В Португалии Empadão из двух слоёв картофеля и слоя рубленой говядины.
- Во Франции hachis Parmentier[фр.].
- В Венгрии картофельная запеканка рокот крумпли с домашней колбасой, яйцами, сметаной, является традиционным блюдом.
- Вегетарианская версия («пирог для пастушки») может быть приготовлена с соей, тофу, кукурузой, горохом или чечевицей.